# Kujavien

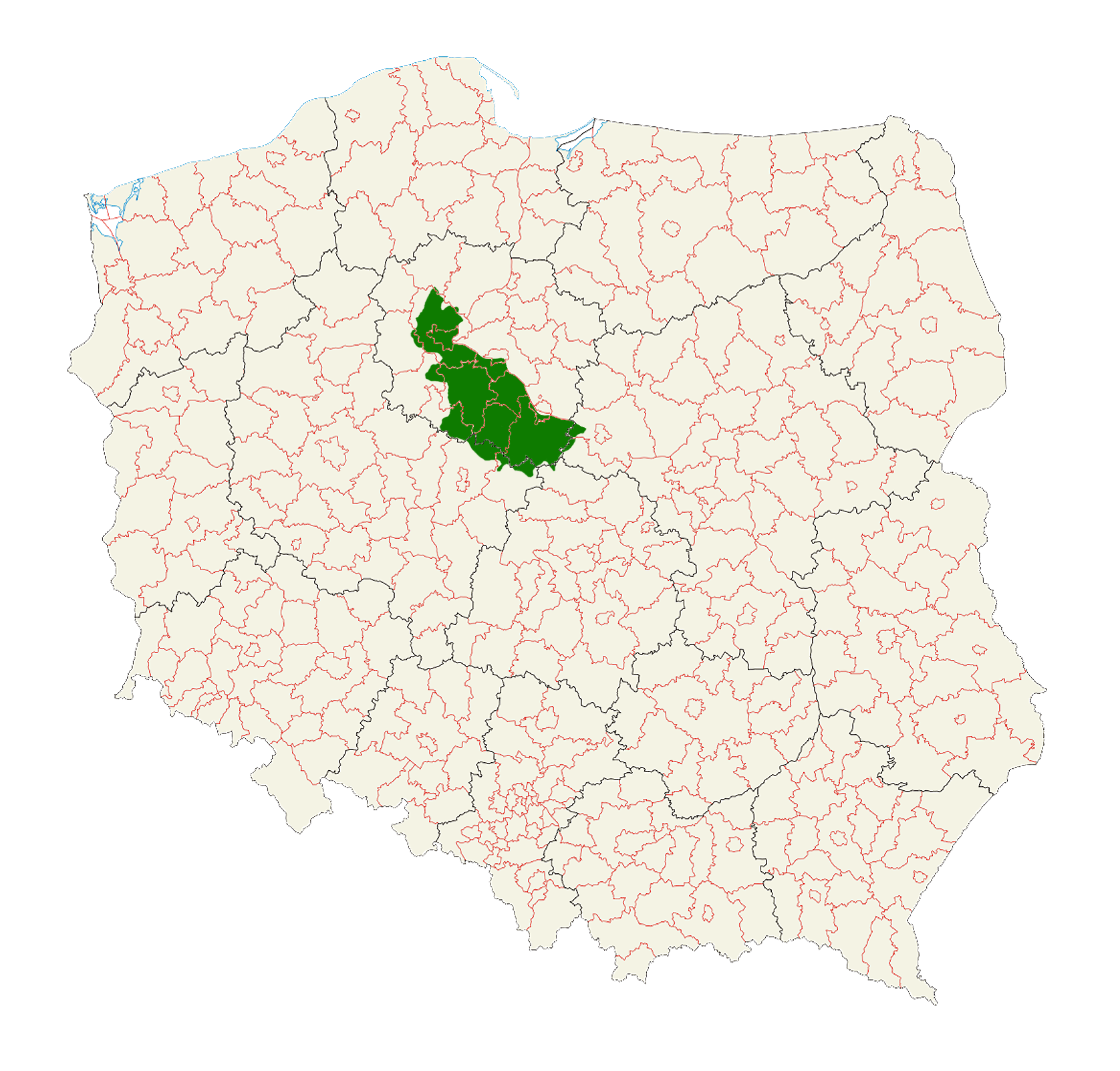
Kujaviens läge i dagens Polen.

Kujavien är ett historiskt landskap i Polen som idag ingår i Kujavien-Pommerns vojvodskap.

## Historia
Kujavien är en landsträcka på ömse sidor om Wisła, motsvarande ungefär preussiska provinsen Posen och ryska guvernementet Płock. Det bildade, innan det ingick i Polen, ett självständigt furstendöme med huvudstaden Brześć. Det kallades även Wladislawa.